# Chuck Hull
{{Ficha de persona
| área             = Estereolitografía
|conocido_por = [[Innovación en Impresión 3D inventor de la estereolitografía]]
| galardones     = Ganador del premio Inventor Europeo (2014)
}}
Charles W. Hull, conocido como Chuck Hull (Clifton, Colorado, 12 de mayo de 1939), es el cofundador, vicepresidente ejecutivo y director tecnológico de 3D Systems. Es el inventor del proceso de imágenes sólidas conocido como estereolitografía (Impresión 3D), la primera tecnología comercial de  prototipado rápido , y del formato de archivos STL. Recibe su nombre en más de 60 patentes de EE. UU. como así también en otras patentes alrededor del mundo, en campos de ópticas para iones y prototipado rápido. Fue introducido al Salón de la Fama de inventores Estadounidenses en 2014 y en 2017 fue uno de los primeros en ser introducidos al Salón de la Fama TCT.

## Primeros años
Nació el 12 de mayo de 1939 en Clifton, Colorado, EE. UU. hijo de Lester y Esther Hull.  Sus primeros años la pasó en Clifton y en Gateway, Colorado.  Se graduó en la escuela secundaria Central High School en Grand Junction, Colorado. Chuck recibió  una licenciatura en Ingeniería Física de la Universidad de Colorado, en 1961.

## Comienzos de la estereolitografía
A Hull se le ocurrió por primera vez la idea en 1983 cuando estaba usando luz UV para endurecer el revestimiento de una mesa. Pero el 16 de julio de 1984, Alain Le Méhauté, Olivier de Witte y Jean Claude André inscribieron sus patentes para el proceso de estereolitografía. Esto ocurrió tres semanas antes de que Chuck Hull inscribiera su propia patente de estereolitografía. La inscripción de los inventores franceses fue abandonada por la compañía francesa General Electric (en la actualidad Alcatel-Alsthom) y CILAS (The Laser Consortium). por razones  de falta de perspectivas comerciales. Hull acuñó el término  “estereolitografía” en su Patente USPTO n.º 4575330 titulada “Aparato para Producción de Objetos tridimensionales por Estereolitografía” emitida el 11 de marzo de 1986. Él definió a la estereolitografía como un método y aparato para crear objetos sólidos, a través de la "impresión" sucesiva de capas delgadas, una encima de otra, de material curable mediante radiación ultravioleta.
En la patente de Hull, un rayo concentrado de luz ultravioleta es enfocado sobre una superficie donde se desposita desde un depósito un líquido fotopolímero. El rayo de luz, moviéndose bajo el control de una computadora, dibuja cada capa del objeto sobre la superficie del líquido. 
Dondequiera que el haz golpee la superficie, el fotopolímero polimeriza / reticula y cambia a estado sólido. Un software avanzado  CAD / CAM / CAE  descompone matemáticamente el modelo de computadora del objeto en una gran cantidad de capas delgadas. El proceso luego construye el objeto capa por capa comenzando con la capa inferior, en una elevación que se reduce ligeramente después de la solidificación de cada capa.

## Prototipado rápido comercial
En 1986, el prototipado rápido comercial fue iniciado por Hull cuando fundó 3D Systems en Valencia, California. Hull se dio cuenta de que su concepto no se limitaba a los líquidos y, por lo tanto, le dio el nombre genérico de (impresión 3D) "estereolitografía." y presentó un extenso conjunto de patentes que cubren cualquier "material capaz de solidificar" o "material capaz de alterar su estado físico".
Hull creó una cartera de patentes que cubre muchos aspectos fundamentales de las tecnologías, la fabricación aditiva de hoy en día,  la preparación de datos a través de modelos triangulados (formato de archivo STL) y la segmentación, y estrategias de exposición tales como las direcciones de sombreado (hatch) alternativas.
El salario de Hull como CTO (director tecnológico) en 3D Systems era de $ 307,500 en 2011.

## Reconocimientos
- 2014 ganador del Premio Inventor Europeo en la categoría países no europeos[16] galardonado por la Oficina de Patentes Europea
- 2015 ganador del Instituto de Investigación Industrial del IRI Achievement Award por su invención de la estereolitografía.